# Hedyotis baotingensis
Hedyotis baotingensis är en måreväxtart som beskrevs av Wan Chang Ko. Hedyotis baotingensis ingår i släktet Hedyotis och familjen måreväxter.
Artens utbredningsområde är Hainan (Kina). Inga underarter finns listade i Catalogue of Life.